# Kameratklubben
Kameratklubben var en bokseforening fra Lierstranda og regnes som forløberen til Sparta/Bragerøen.
I 1918 etablerede flok drenge fra Lierstranda-området en bokseklub under ledelse af Rolf Amundsen. De kaldte sig Kameratklubben. Til sidst blev klubben officiel, og i sommeren 1919 blev der indkaldt til stiftende generalforsamling. Det blev vedtaget at klubben også skulle udøve fodbold. Det blev også vedtaget at Kameratklubben var et upassende navn for et fodboldhold, og de skiftede derfor navn til Njord. Senere blev dette ændret til Sparta.